# Rivière Lekau
La rivière Lekau est un affluent de la rivière Dumau, coulant dans le territoire non organisé de Passes-Dangereuses, dans la municipalité régionale de comté (MRC) de Maria-Chapdelaine, dans la région administrative de Saguenay–Lac-Saint-Jean, dans la province de Québec, au Canada.
Le bassin versant de la rivière Lekau est desservi par une route forestière remontant la vallée de la rivière Dumau jusqu’à la rivière Brodeuse et par la route forestière R0250 qui remonte la vallée de la rivière des Prairies pour rejoindre le lac Grenier et la rivière Brodeuse. Quelques routes secondaires desservent la zone pour les besoins de la foresterie et des activités récréotouristiques.
La foresterie constitue la principale activité économique du secteur ; les activités récréotouristiques, en second.
La surface de la rivière Lekau est habituellement gelée de la fin novembre au début avril, toutefois la circulation sécuritaire sur la glace se fait généralement de la mi-décembre à la fin mars.

## Géographie
Les principaux bassins versants voisins de la rivière Lekau sont :
- côté nord : lac Grenier, rivière Brodeuse, lac Péribonka, rivière Péribonka ;
- côté est : rivière Dumau, rivière Péribonka, Petite rivière Shipshaw ;
- côté sud : lac Dumau, rivière Dumau, rivière au Serpent, lac D'Ailleboust, rivière D'Ailleboust, lac Étienniche, rivière Étienniche ;
- côté ouest : rivière des Prairies, rivière Kauashetesh, rivière Ashiniu, rivière au Serpent, lac du Serpent, rivière au Serpent sud-ouest, rivière Lapointe, rivière du Sapin Croche, rivière Mistassibi nord-est[2].

La rivière Lekau prend sa source à l’embouchure d’un lac du Coucou (longueur : 0,5 km ; altitude : 510 m) dans le territoire non organisé de Passes-Dangereuses. Ce plan d’eau est situé au pied sud-est d’une montagne, soit à :
- 12,9 km à l’ouest du centre du hameau de Chute-des-Passes ;
- 8,0 km au nord-ouest de l’embouchure de la rivière Lekau (confluence avec la rivière Dumau) ;
- 12,3 km au nord-ouest de l’embouchure de la rivière Dumau (confluence avec la rivière au Serpent) ;
- 35,0 km au nord-ouest de l’embouchure de la rivière au Serpent (confluence avec la rivière Péribonka) ;
- 7,6 km au sud-ouest du barrage de l’embouchure du lac Péribonka (traversé par la rivière Péribonka)[2],[3].

À partir de sa source, la rivière Lekau coule sur 13,0 km, entièrement en zone forestière, entre la rivière Lekau (côté nord-est) et la rivière au Serpent (côté sud-ouest), selon les segments suivants :
- 2,9 km vers le Sud-Ouest dans dénivelé de 53,0 m, notamment en traversant vers le sud-est le lac Raphaël (longueur : 0,9 km ; altitude : 437 m), jusqu’à son embouchure ;
- 3,9 km vers le sud, notamment en traversant sur 1,1 km vers le sud-est le lac Raphaël (longueur : 2,6 km ; altitude : 391 m), jusqu’à son embouchure ;
- 1,6 km vers le sud-est, jusqu’à décharge (venant du nord) du lac du Goéland ;
- 4,6 km vers le sud-est en recueillant la décharge (venant du sud-ouest) du lac Mitaine et en formant un crochet vers le nord-est en fin de segment, jusqu’à son embouchure[2].

La rivière Lekau se déverse sur la rive ouest de la rivière Dumau. Cette embouchure est située à 1,6 km en amont d’un lac non identifié où se décharge le lac Dumau (venant du côté Est), et à :
- 4,9 km au nord de l’embouchure de la rivière Dumau (confluence avec la rivière au Serpent) ;
- 27,2 km au nord-ouest de l’embouchure de la rivière au Serpent ;
- 33,8 km au nord-ouest de l’embouchure de la rivière Manouane ;
- 13,4 km au sud de l’embouchure du lac Péribonka lequel est traversé vers le Sud-Est par la rivière Péribonka ;
- 127,4 km au nord de l’embouchure de la rivière Péribonka (confluence avec le lac Saint-Jean)[2].

À partir de l’embouchure de la rivière Lekau, le courant descend le cours de la rivière Dumau sur 6,5 km vers le Sud, le cours de la rivière au Serpent sur 32,5 km vers le sud-est, le cours de la rivière Péribonka sur 150,3 km vers le sud, traverse le lac Saint-Jean sur 29,3 km vers l’est, puis emprunte sur 155 km le cours de la rivière Saguenay vers l’Est jusqu'à la hauteur de Tadoussac où il conflue avec le fleuve Saint-Laurent.

## Toponymie
Le toponyme de « rivière Lekau » a été officialisé le 6 septembre 1984 à la Banque des noms de lieux de la Commission de toponymie du Québec.